# Wielka bitwa Asteriksa
Wielka bitwa Asteriksa (niem. Asterix – Operation Hinkelstein, fr. Astérix et le coup du menhir, 1989) – niemiecko-francuski film animowany, szósty z kolei film z Asteriksem. Film powstał na motywach komiksów Wróżbita oraz Walka Wodzów.

## Fabuła
Rzymianie, mając dość ciągłego przegrywania z Galami, decydują się pozbawić ich magicznego napoju i postanawiają w tym celu uprowadzić ich druida, Panoramiksa, który jako jedyny zna przepis na ten napój. Jednak Asteriks i Obeliks zauważają próbę porwania ich druida i ruszają z odsieczą. Jednak Obeliks, chcąc przegonić Rzymian, przypadkowo rzuca w Panoramiksa menhirem, w wyniku czego druid traci pamięć i zmysły. Bez magicznego napoju przyrządzanego przez Panoramiksa Galowie są zupełnie bezbronni wobec Rzymian. Mieszkańcy galijskiej wioski desperacko próbują przywrócić Panoramiksowi pamięć i rozum, co okazuje się być bardzo trudnym przedsięwzięciem. Tymczasem do wioski Galów przybywa tajemniczy wędrowiec, który twierdzi, że jest wróżbitą.

## Obsada głosowa[1]
- Roger Carel – Asteriks
- Pierre Tornade – Obeliks
- Julien Guiomar – wróżbita Proliks
- Roger Lumont – centurion Modus
- Henri Labussière – Panoramiks
- Marie-Anne Chazel – Dobromina
- Henri Poirier – Abrarakuriks
- Edgar Givry – Kakofoniks (dialogi)
- Jean-Jacques Cramier – Kakofoniks (śpiew)
- Gérard Croce – dekurion
- Patrick Préjean – optione
- Paul Bisciglia – Długowieczniks
- Jeanine Forney – żona Długowieczniksa
- Paule Emanuele – żona Tenautomatiksa
- Danièle Hazan – żona Ahigieniksa
- Jean-Claude Robbe – Blocus
- Bruno Choël – legionista
- Jean-François Aupied – legionista
- Yves Barsacq – Galowie
- Dominique Chauby – Galijki
- Gilbert Levy – Galowie
- Jean-Claude De Goros – Tenautomatiks
- Christine Aurel
- Adrianne Bonnet
- Pierre Carrère
- Alain Christie
- Murielle Deville
- Pierre Forget
- Gilbert Guillaud
- Myriam Moszko
- Christian Schmidt
- Séverine Vincent
- David Ferre
- Dariusz Gogol
- Nick Roberts
- Martin Brisac